# Municipio de Springdale (Pensilvania)
El municipio de Springdale (en inglés: Springdale Township) es un municipio ubicado en el condado de Allegheny en el estado estadounidense de Pensilvania. En el año 2000 tenía una población de 1.802 habitantes y una densidad poblacional de 310.6 personas por km².

## Geografía
El municipio de Springdale se encuentra ubicado en las coordenadas 40°33′19″N 79°47′50″O / 40.55528, -79.79722.

## Demografía
Según la Oficina del Censo en 2000 los ingresos medios por hogar en la localidad eran de $39,071 y los ingresos medios por familia eran $43,269. Los hombres tenían unos ingresos medios de $33,472 frente a los $29,375 para las mujeres. La renta per cápita para la localidad era de $21,598. Alrededor del 5,0% de la población estaban por debajo del umbral de pobreza.